# آرتور کوسیاپسکی
آرتور کوسیاپسکی (انگلیسی: Artur Kuciapski؛ زادهٔ ۲۶ دسامبر ۱۹۹۳) یک دونده دو نیمه‌استقامت اهل لهستان است.
از افتخارات وی میتوان به کسب مدال نقره دو ۸۰۰ متر در مسابقات قهرمانی اروپا ۲۰۱۴ اشاره کرد.